# Aurelio Casillas
Aurelio Casillas es un personaje ficticio y protagonista de la serie de televisión de Telemundo El señor de los cielos, creada por Luis Zamora  Luis Zelkowicz, interpretado por Rafael Amaya. El personaje está basado en el narcotraficante mexicano Amado Carrillo Fuentes.
Aurelio Casillas es uno de los narcotraficantes más buscados en México después de enviar toneladas de drogas a los Estados Unidos a través de aviones.

## Apariciones

### Serie de cómics
Durante la segunda temporada de la serie, Telemundo creó un cómic basado en la segunda temporada, que muestra lo que sucedió con Aurelio después de su operación en la que supuestamente falleció y su venganza contra El Turco. Este cómic solo tuvo dos ediciones donde mostraba toda la trama de la segunda temporada.

#### Trama
Después de que Aurelio regresa de la muerte, comienza a buscar a El Turco para recuperar todo lo que robó mientras, El Chema continúa haciendo crecer su imperio y se convierte en el narcotraficante más poderoso de México después de la ausencia de Aurelio. Aurelio después de matar a El Turco, comienza a mantener un perfil bajo y continúa haciéndole creer a todos que está muerto para recuperar su imperio, pero esto no será imposible gracias a la agente Leonor Ballestero, una oficial de policía que lo ha estado persiguiendo durante mucho tiempo, porque ella cree que él no está muerto. Para seguir escondiéndose de las autoridades, Aurelio Casillas decide crear un plan y suplantar la identidad de Danilo Ferro, un empresario mexicano reconocido, a quien secuestra y amenaza con asesinar. Aurelio al obtener su nueva identidad comienza a seducir a Victoria Návarez, una candidata postulada al gobierno de México.

### Televisión
El personaje ha aparecido en múltiples series de televisión, en Señora Acero, apareció en tres episodios, dos de la primera temporada y uno en la segunda temporada. Aurelio también aparece en la adaptación inglesa de La reina del sur , titulada Queen of the South. Más tarde apareció en la secuela de la serie El señor de los cielos, titulada 'El Chema, el personaje aparece en pocos episodios de la serie.